# Breviceps
Breviceps (Merrem, 1820) è un genere di anfibi anuri appartenente alla famiglia Brevicipitidae, presenti nelle zone aride e semiaride dell'Africa orientale e del Sud

## Tassonomia
Comprende le seguenti specie
- Breviceps acutirostris Poynton, 1963
- Breviceps adspersus Peters, 1882
- Breviceps bagginsi Minter, 2003
- Breviceps branchi Channing, 2012
- Breviceps carruthersi Du Preez, Netherlands, and Minter, 2017
- Breviceps fichus Channing and Minter, 2004
- Breviceps fuscus Hewitt, 1925
- Breviceps gibbosus Linnaeus, 1758
- Breviceps macrops Boulenger, 1907
- Breviceps montanus Power, 1926
- Breviceps mossambicus Peters, 1854
- Breviceps namaquensis Power, 1926
- Breviceps ombelanonga Nielsen, Conradie, Ceríaco, Bauer, Heinicke, Stanley, and Blackburn, 2020
- Breviceps passmorei Minter, Netherlands, and Du Preez, 2017
- Breviceps pentheri Werner, 1899
- Breviceps poweri Parker, 1934
- Breviceps rosei Power, 1926
- Breviceps sopranus Minter, 2003
- Breviceps sylvestris FitzSimons, 1930
- Breviceps verrucosus Rapp, 1842